# Tina Cohen-Chang
Tina Cohen-Chang est un des personnages principaux de la série télévisée américaine Glee, interprétée par Jenna Ushkowitz et doublée en français par Laetitia Godès. Elle est apparue dans le premier épisode de Glee. Tina a été développée par les créateurs de Glee, Ryan Murphy, Brad Falchuk et Ian Brennan. Elle rejoint la chorale du lycée William McKinley dès le premier épisode de la série. C'est une chanteuse aux traits asiatiques, timide et effacée et au timbre de voix haut perché. Elle semble souffrir de bégaiement et suit la mode gothique. Tina a eu une relation très compliquée avec Artie Abrams  et peu avant la saison 2, elle commence à fréquenter le danseur Mike Chang.

## Saison 1
Le bégaiement de Tina est en fait une protection, c'est une parade qui lui permet de ne pas passer d'examens oraux, qu'elle redoute du fait de sa grande timidité. Avant la saison 1, elle souffrait d'une grande solitude à William McKinley et n'avait que deux amis sur Facebook : ses parents. Tina rejoint le Glee Club en auditionnant avec la chanson "I Kissed a Girl". Elle reste une personne plutôt timide et effacée au départ, et son bégaiement ne fait qu'aggraver la chose. Will Schuester essaye néanmoins de la motiver en lui accordant un solo issu de West Side Story ("Tonight") que Rachel Berry réclamait depuis longtemps. Enchantée mais manquant d'expérience, Tina craint de ne pas être à la hauteur sur scène et décide finalement d'offrir son solo à Rachel afin de ne pas compromettre les chances de l'équipe. Will reste néanmoins fidèle à ses choix et garde Tina; Rachel le prendra comme un acharnement personnel à son égard et quittera la chorale. Tina est aussi marginalisée par le Principal Figgins qui lui interdit de suivre la mode gothique (en partie parce que lui-même, pour des raisons saugrenues, croit aux vampires). Après avoir passé une semaine misérable en survêtement, elle parvient à obtenir gain de cause en faisant croire à Figgins qu'elle est "effectivement" un vampire; celui-ci, terrorisé, lève l'interdiction.
Quoiqu'elle suit la mode gothique, Tina a en réalité des intérêts éclectiques : c'est Britney Spears qui lui a donné envie de se lancer dans la chanson, et elle semble plus aimer la pop que d'autres types de musiques. Elle apprécie particulièrement l'univers de Lady Gaga. C'est un des membres les plus effacés de la chorale, et elle reçoit peu de solos ou d'épisodes centrés sur sa personne. Durant toute la saison 1, sa timidité s'efface néanmoins de manière très progressive; elle devient même plutôt impertinente dans la saison 2 (elle n'hésite pas à dédaigner Christopher Cross lorsque Will tente d'y intéresser le groupe).
Un peu plus tard, Tina se rapproche beaucoup d'Artie Abrams; après qu'elle l'a embrassé, elle lui révèle la vérité sur son bégaiement, information qu'il reçoit avec une grande déception. Il décide de mettre un terme à leur relation naissante. À partir de cet évènement, Tina cesse complètement de bégayer en public, un changement que les autres attribuent à sa prise de confiance progressive (un peu plus tôt dans la saison, Will avait lui-même remarqué que Tina tendait à moins bégayer quand elle était sûre d'elle). Elle obtient le solo "True color" dans l'épisode "De la poudre aux cheveux".

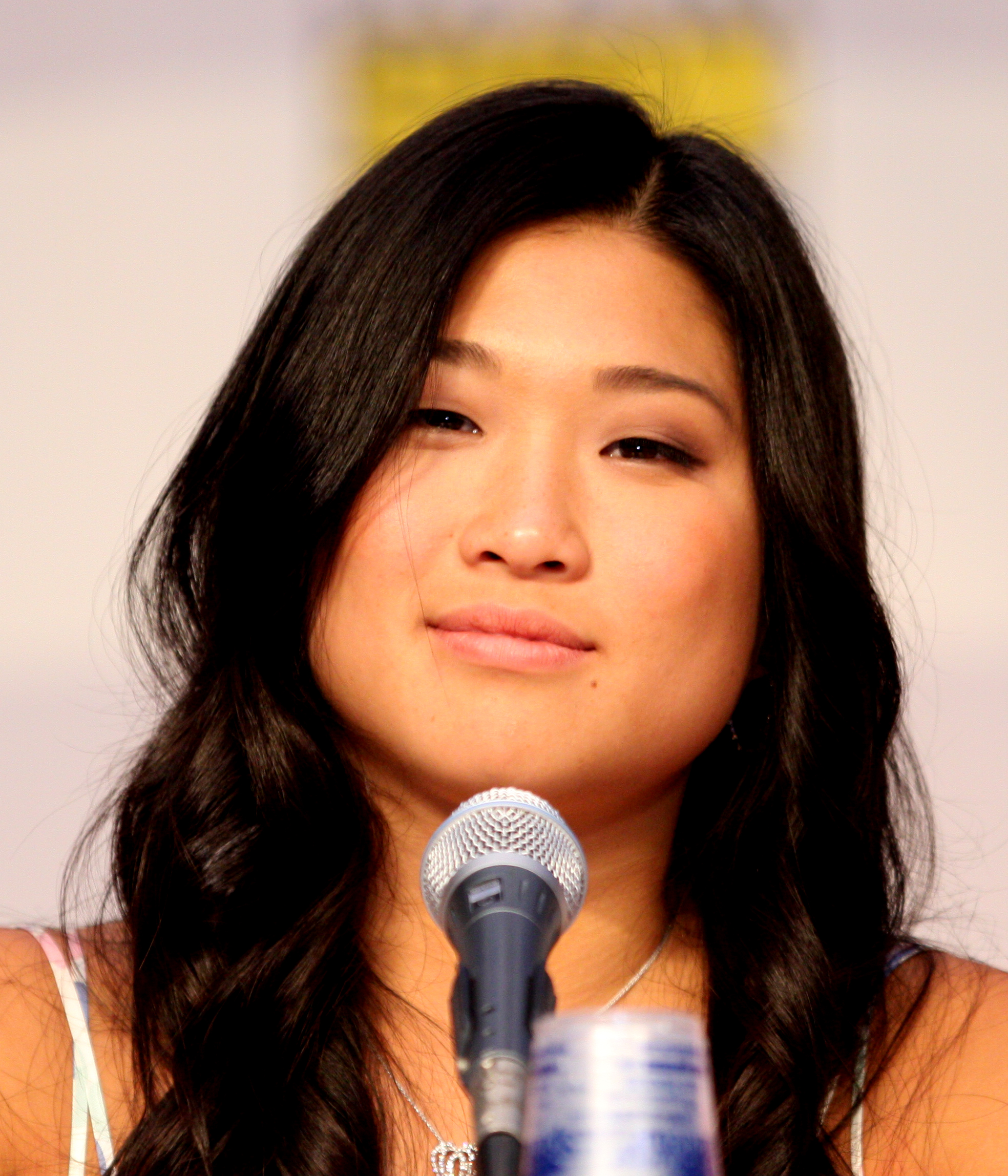
Jenna Ushkowitz interprète le rôle de Tina Cohen-Chang

Après la victoire aux éliminatoires, Artie décide de redonner une chance à leur relation, mais utilise sa culpabilité pour lui faire accepter ses nombreuses exigences, par exemple s'habiller de façon affriolante. Tina finira par comprendre l'aspect inégalitaire de ce rapport et l'abandonnera; ils se réconcilieront après qu'Artie a présenté ses propres excuses. Plus tard dans la saison, Tina va découvrir l'aspiration secrète d'Artie : devenir danseur. Elle tente un moment de lui donner plus d'espoir dans ses rêves, notamment en mentionnant les progrès de la chirurgie ou essayant de le faire danser sur béquilles, mais l'expérience tourne mal. Tina finit par se rendre à l'évidence et choisit Mike Chang comme partenaire de danse, sur un solo d'Artie. Elle finit par quitter peu avant la seconde saison pour Mike Chang, au motif qu'Artie l'avait particulièrement exaspéré durant les vacances, à ne pas l'appeler durant leurs séparations et à vouloir regarder Le Retour. Elle semble un peu troublée en apprenant un peu plus tard qu'Artie l'a à son tour remplacée par Brittany S.Pierce.

### Solo ou solo avec les New Directions ou autres
- I Kissed a Girl (Katy Perry)
- Tonight (West Side Story)
- True Colors (Cyndi Lauper)  avec les New Directions

### Duo/trio/quatuor et + ou duo/trio/quatuor et + avec les New Directions ou autres
- Take a Bow (Rihanna)  avec Rachel Berry et Mercedes Jones
- Single Ladies (Beyoncé)  avec Brittany S.Pierce et Kurt Hummel  danse uniquement
- Hate on Me (Jill Scott)  avec Mercedes Jones et les New Directions de Sue Sylvester
- Dream a Little Dream of Me (Ozzie Nelson)  avec Mike Chang  danse uniquement
- U Can't Touch This (MC Hammer)  avec Mercedes Jones, Brittany S.Pierce, Artie Abrams et Kurt Hummel

## Saison 2
Tina est d'abord indifférente à l'égard de Mike Chang, en partie à cause de leurs surnoms respectifs : "l'Asiatique" et "l'autre Asiatique." Elle affiche un certain dédain quand il est sélectionné comme son partenaire de duo dans le concours de balades. Beaucoup plus tard, elle a en revanche beaucoup de plaisir à danser avec lui sur le solo d'Artie Abrams ; le regard attristé de celui-ci a des connotations prémonitoires. Mike et Tina passent ensemble un certain temps durant l'été, engagés dans une colonie de vacances chargée d'initier aux arts les enfants asiatiques accros aux technologies. Tina finira par l'embrasser, hypnotisée en particulier par ses abdominaux. Elle décrit Mike comme un petit ami beaucoup attentif à ses désirs et ses opinions. En effet c'est elle qui a visiblement le dessus dans cette relation; elle le sermonne ouvertement et le pousse à s'engager dans une compétition de duos qu'il ne voulait pas suivre du fait de ses très mauvaises performances en chant. Cette détermination a toutefois du bon, car ils parviennent à monter une représentation dont la réussite implique justement que Mike chante mal (la chanson Sing! issue de A Chorus Line). Ils ne remportent néanmoins pas le concours, malgré la réussite de leur exercice. Tina est quelque peu exaspérée par les nombreuses soirées passées avec la famille de Mike, et sombre parfois dans la jalousie : quand Mike et Brittany S.Pierce doivent travailler sur un projet commun, elle soupçonne immédiatement cette dernière de vouloir séduire son homme et cherche à convaincre Artie de ce fait.

### Solo ou solo avec les New Directions ou autres
- Getting to Know You (The King and I)
- My Funny Valentine (Babes in Arms)
- I Follow Rivers (Lykke Li)

### Duo/trio/quatuor et + ou duo/trio/quatuor et + avec les New Directions ou autres
- I Look to You (Whitney Houston)  avec Mercedes Jones et Quinn Fabray
- Sing ! (A Chorus Line)  avec Mike Chang et les New Directions
- Dog Days Are Over (Florence and the Machine)  avec Mercedes Jones et les New Directions
- I Know What Boys Like (The Waitresses)  avec Brittany S.Pierce et Lauren Zizes
- Get It Right (Glee Cast)  avec Rachel Berry et Brittany S.Pierce
- I'm Not Gonna Teach Your Boyfriend How to Dance with You (Black Kids)  avec Brittany S.Pierce et Blaine Anderson

## Saison 3
Elle et Mike Chang ont actuellement la relation la plus durable et stable dans le Glee Club. Lorsque Rachel Berry se demande si elle doit coucher avec Finn Hudson pour la première fois, Tina révèle qu'elle et Mike ont couché ensemble pendant l'été et c'était magique.
Elle soutient également Mike quand il veut le rôle de Riff dans West Side Story et arrive à convaincre le père de Mike que la danse et le chant ne sont pas une futilité, et celui-ci accepte qu'il soit danseur. Dans l'épisode 20, elle s'énerve contre Rachel Berry qui possède tous les solos et n'est qu'un accessoire .Les autres membres oublient souvent comment elle s'appelle.

### Solo ou solo avec les New Directions ou autres
- Because you loved me (Celine Dion) avec les New Directions

### Duo/trio/quatuor et + ou duo/trio/quatuor et + avec les New Directions ou autres
- Spotlight (Jennifer Hudson)  avec Mercedes Jones et Brittany S.Pierce
- America (West Side Story)  avec Santana Lopez, Mike Chang, Noah Puckerman et les Sharks and Jets
- ABC (The Jackson 5)  avec Quinn Fabray, Mike Chang, Kurt Hummel et les New Directions
- The First Time Ever I Saw Your Face (Roberta Flack)  avec Rachel Berry, Mercedes Jones et Santana Lopez
- L-O-V-E (Nat King Cole)  avec Mike Chang
- Shake It Out (Florence and the Machine) avec Santana Lopez et Mercedes Jones
- Cell Block Tango (Chicago) avec Mercedes Jones, Sugar Motta et Santana Lopez
- Flashdance (What a Feeling) (Irène Cara) avec Rachel Berry
- The Edge Of Glory (Lady Gaga) avec Mercedes Jones, Santana Lopez, Quinn Fabray et les Trouble Tones

## Saison 4
Dès le premier épisode on apprend la rupture entre Tina et Mike Chang, celle-ci serait due à la distance, la première étant toujours élève à Mc Kinley (elle n'était qu'une junior dans la saison 3), le second étant diplômé. Dans cette saison, Tina semble vouloir plus s'affirmer, bien décidée à devenir la  nouvelle "star" du Glee Club. L'épisode The Role You Were Born To Play marque le retour de Mike. Revoir son ex-petit copain énerve Tina. Toutefois, dans l'épisode suivant, intitulé Glease, Mike et Tina discutent, et évoquent le fait de se remettre ensemble. Lors des sélections communales, Tina chante Gangnam Style mais Marley Rose fait un malaise à la fin de la chanson, alors les New Directions sortent de scène, ce qui les disqualifie de la compétition. Tina remet la faute sur Marley. Plus tard, elle rejoint les Cheerios avec Blaine Anderson, après que le Glee Club soit dissout.
Dans l'épisode Sadie Hawkins, un bal Sadie Hawkins est organisé, les filles doivent donc choisir leur cavalier, Tina décide d'y aller avec Blaine en lui chantant I Don't Know How To Love Him, mais celui-ci refuse, à cause de son intérêt pour Sam Evans plus tard, ils décident quand même d'y aller ensemble en tant qu'amis. On découvre petit à petit que Tina développe des sentiments amoureux pour Blaine, lors de Diva, Blaine est malade et elle est aux petits soins avec lui. Celui-ci encourage Tina à participer au concours de Divas, il l'invite chez lui pour lui montrer une playlist de divas. Dans cette même scène, elle lui avoua ses sentiments mais il n'entendit rien car il s'était assoupi, alors Tina décide de le masser avec du Vaporub tout en pleurant son chagrin d'amour. Plus tard dans le même épisode, elle change complètement de mentalité, pour elle, une diva ne pleure pas pour un garçon. Elle chante donc Hung Up de Madonna et elle gagne finalement le concours de Divas, enfin Blaine s'excusera de ne pas avoir été attentif à sa gentillesse.
L'épisode qui suit est dédié au mariage de Will Schuester et Emma Pillsbury, Kurt Hummel est donc de retour à Lima, ce qui rend Tina jalouse, les voyant chanter un duo, elle décide de confronter Kurt et avoue par erreur l'avoir massé pendant son sommeil, Blaine ne le prend pas mal mais Kurt semble choqué. Finalement l'histoire rentre dans l'ordre quand Kurt et Blaine assurent à Tina ne pas être de nouveau ensemble et Blaine promet à Tina de lui trouver un copain.
Lors du coup de feu entendu au lycée, dans l'épisode Shooting Star, Tina se trouvait à l'extérieur du lycée en larmes pour ses amis restés à l'intérieur. Après cet événement, elle en parle avec Blaine et lui avoue qu'elle aurait préféré être avec eux, car elle se sentait impuissante pour eux, elle avait peur de ne jamais pouvoir leur dire au revoir.
Enfin, dans l'épisode Wonder-ful, Tina annonce être sur la liste d'attente de l'Université Columbia pour devenir vétérinaire au cas où sa carrière musicale n'aboutirait pas, elle fait également une remarque à propos de la venue de Mike qui l'agace. Dans l'épisode All Or Nothing, elle accompagne Blaine à la bijouterie pour sa demande en mariage et porte un discours qui laisse à penser qu'elle a toujours des sentiments pour Blaine.

### Solo
- Gangnam Style (PSY)
- I Don't Know How To Love Him (Jesus Christ Superstar)
- Hung Up (Madonna)

### Duo/trio/quatuor et + ou duo/trio/quatuor et + avec les New Directions ou autres
- Call Me Maybe (Carly Rae Jepsen) - Avec Wade "Unique" Adams, Blaine Anderson et Brittany Pierce
- 3 (Britney Spears) - Avec Sam Evans et Joe Hart
- Womanizer (Britney Spears) - Avec Wade "Unique" Adams et Marley Rose
- Some Nights (Fun)  - Avec Blaine Anderson, Ryder Lynn, Marley Rose, Kitty Wilde, Sam Evans, Jake Puckerman, Joe Hart et les New Directions
- Don't Dream It's Over (Crowded House)  - Avec Finn Hudson, Marley Rose, Blaine Anderson, Sam Evans, Brittany Pierce et les New Directions
- Diva (Beyoncé)  - Avec Brittany Pierce, Wade "Unique" Adams avec Blaine Anderson, Marley Rose et Kitty Wilde
- Wannabe (Spice Girls)  - Avec Marley Rose, Kitty Wilde, Brittany S. Pierce et Wade "Unique" Adams
- Don't Stop Believin (Journey)  - Avec Rachel Berry, Finn Hudson, Mercedes Jones, Kurt Hummel et Artie Abrams
- You Are The Sunshine Of My Life (Stevie Wonder)  - Avec Kurt Hummel, Marley Rose et Kitty Wilde
- I Love It (Icona Pop)  - Avec Kitty Wilde, Wade "Unique" Adams, Brittany Pierce et les New Directions

## Saison 5
Au début de cette saison, qui suit directement la précédente, Blaine qui organise sa demande en mariage s'inquiète à propos de la solitude de Tina. Il prépare alors avec Sam, Ryder et Jake une chanson pour elle, ensuite ils se proposent pour être sa cavalière pour le bal de promo, elle les remercie et décide de prendre Sam. 
Dans l'épisode qui suit, le bal de promo est enclenché et les prétendants au titre du roi et de la reine sont annoncés : Tina en fait partie. Sa joie est telle qu'elle ne fait plus attention aux autres et décide de laisser tomber Sam pour se consacrer à sa future victoire. Kitty est elle aussi une prétendante, mais elle préfère que Tina gagne plutôt qu'elle, par amitié. C'est alors que Bree, une pom-pom girl, met en garde Kitty sur ses intentions, car elle souhaiterait plutôt voir une cheerio reine, plutôt que Tina. Après le refus de Kitty, Bree prépare un piège pour Tina avec l'aide de l'assistante de Tina, Dottie Kazatori qui n'en peut plus de son caractère de diva. Tina gagne finalement la couronne et le titre de reine, mais un seau rempli de plusieurs granités lui tombe sur la tête, elle se retrouve donc humiliée devant tout le monde et décide de quitter la scène en pleurs.
C'est alors que les New Directions la suive pour la soutenir, afin qu'elle montre que ça ne lui fait rien. C'est alors qu'elle se fait nettoyer par les filles, et les New Directions lui chante Hey Jude, elle finit par remonter sur scène fière et accepter sa couronne.

### Solo
- Revolution (The Beatles)

### Duo/trio/quatuor et + ou duo/trio/quatuor et + avec les New Directions ou autres
- Hey Jude (The Beatles) - Avec Blaine Anderson, Sam Evans, Marley Rose et les New Directions
- Let It Be (The Beatles) - Avec Artie Abrams, Rachel Berry, Kurt Hummel, Santana Lopez et les New Directions
- Seasons of Love (Rent) - Avec Mercedes Jones, Santana Lopez, Noah Puckerman, Kurt Hummel, Mike Chang et les New Directions
- Wide Awake (Katy Perry)  - Avec Wade "Unique" Adams, Jake Puckerman et Kitty Wilde
- Roar (Katy Perry) - Avec Les New Directions et les Pamela Landsbury
- The Fox (Ylvis) - Avec Blaine Anderson, Rachel Berry, Elliott "Starchild" Gilbert avec les New Directions et les Pamela Lansbury
- Mary’s Little Boy Child (Mahalia Jackson) - Avec Marley Rose et Wade "Unique" Adams
- Love Child (The Supremes) - Avec Wade "Unique" Adams et Marley Rose
- Whenever I Call You Friend (Stevie Nicks et Kenny Loggins) - Avec Artie Abrams
- My Lovin’ (You’re Never Gonna Get It) (En Vogue) - Avec Artie Abrams
- Breakaway (Kelly Clarkson) - Avec Artie Abrams et Blaine Anderson
- Jumpin', Jumpin'  (Destiny's Child) - Avec Sam Evans et Blaine Anderson
- Hold On (Wilson Phillips) - Avec Rachel Berry, Kurt Hummel, Santana Lopez, Dani, Sam Evans, Artie Abrams, Blaine Anderson et Elliott "Starchild" Gilbert
- Don't You (Forget About Me)  (Simple Minds) - Avec Blaine Anderson et Sam Evans